# Juan Piquer Simón
Juan Piquer Simón (Valencia, 16 febbraio 1935 – Valencia, 8 gennaio 2011) è stato un regista spagnolo.

## Biografia
Frequenta l'Accademia di belle arti di Madrid e, in seguito, consegue il diploma presso il centro cinematografico della capitale.
Dopo aver lavorato alla TVE, negli anni Settanta fonda una casa di produzione. Parallelamente, si dedica al settore pubblicitario.
Nel 1977 debutta sul grande schermo con L'incredibile viaggio nel continente perduto, opera tratta dagli scritti di Jules Verne.
Durante il decennio successivo, Simón ottiene un discreto successo di pubblico grazie ai suoi numerosi lavori di genere horror. Tra i titoli più importanti si ricorda il cult movie Pieces. Il film, distribuito nei circuiti drive in americani, viene vietato ai minori di 18 anni, a causa dei contenuti splatter.
Nel 1983 realizza Visitors - I nuovi extraterrestri. Considerata una pellicola camp, la trasmissione Mystery Science Theater 3000 gli ha dedicato una puntata apposita.
Conclude la sua variegata carriera alla fine degli anni Novanta, cimentandosi sempre in lungometraggi di genere.

## Filmografia

### Regista
- España violenta - cortometraggio (1964)
- Vida y paz - cortometraggio (1965)
- L'incredibile viaggio nel continente perduto (Viaje al centro de la tierra) (1977)
- Escalofrío (1978)
- Supersonic Man (1979)
- Misterio en la isla de los monstruos (1981)
- Los diablos del mar (1982)
- Pieces (Mil gritos tiene la noche) (1982)
- Visitors - I nuovi extraterrestri (Los nuevos extraterrestres) (1983)
- Guerra sucia (1984) Non accreditato
- Slugs - Vortice d'orrore (Slugs, muerte viscosa) (1988)
- La cosa degli abissi (The Rift) (1990)
- La mansión de los Cthulhu (1992)
- La isla del diablo (1995)
- Manoa, la ciudad de oro (1999)